# 憍賞彌
憍賞彌（梵語: Kauśāmbī，巴利語: Kosambī），又譯拘睒彌、拘舍彌，印度古代城市。在佛教歷史上有重要意義，在《雜阿含經》、《相應部》、《中部》、《佛國記》和《大唐西域記》中都有提及。曾經是跋蹉國首都。位于今安拉阿巴德西南60公里。
大唐西域記的記載如下：“行五百餘里，至憍賞彌國（舊曰拘睒彌國，訛也。中印度境）。憍賞彌國，周六千餘里。國大都城周三十餘里。土稱沃壤，地利豐植，粳稻多，甘蔗茂。氣序暑熱，風俗剛猛。好學典藝，崇樹福善。伽藍十餘所，傾頓荒蕪，僧徒三百餘人，學小乘教。天祠五十餘所，外道寔多。……”
有趣的是傣族歷史上也有一憍賞彌國在東南亞北部。